# Qlair
Qlair（クレア）は、1991年（平成3年）にフジテレビが主催・運営していたタレント育成講座の乙女塾からデビューした、女性アイドルグループ。乙女塾から先行してデビューしたCoCo、ribbonとは違い、各メンバーの3声でハモる「アーティスト路線のグループ」として活動した。グループ名の“Qlair”とはギルバート・オサリバンの「クレア」からインスパイアされたもの。このため、ライブ・イベントのオープニングでは必ずオサリバンの「Clair」が流され終演後には「アローン・アゲイン」が流された。

## メンバー
- 今井佐知子（いまい さちこ）
1973年12月27日生まれ、乙女塾4期生、神奈川県出身。
長女は元アイドル・元子役の稲垣鈴夏。
Qlairの楽曲におけるコーラスの際は主に低音パートを担当。
Qlair活動休止後も1年間タレントとして、『どうぶつ奇想天外!』（TBS系）のレポーター、WOWOWのサッカー情報番組のアシスタントMC、宮前真樹（元CoCo）、松野有里巳（元ribbon）と一緒にナイロン100℃の舞台『1979』出演など活動[1]。1995年5月21日に東京・原宿のライブハウス、RUIDOで行われた自身のライブを最後に引退[1]。
- 井ノ部裕子（いのべ ひろこ）
1973年12月28日生まれ、乙女塾5期生、埼玉県出身。
Qlairの楽曲におけるコーラスの際は主に高音パートを担当。
辻仁成がリリースしたアルバム『Sq.-スクエア-』（1998年）に2曲でコーラスに参加。
外間隆史がリリースしたアルバム『裏庭』（1999年）『サンビカ（St.Bika）』（2000年）にボーカルで参加。
現在はIN:QBE（イン：キューブ）名義で活動している[2]。
- 吉田亜紀（よしだ あき）
1976年2月18日生まれ、乙女塾5期生、埼玉県出身、日出女子学園高校卒業。
Qlairの楽曲におけるコーラスの際は主に中音パートを担当。
1994年、ドラマ「アリよさらば」に生徒役で出演した。
1995年12月、桜井鉄太郎プロデュースによる女性ユニット「FLAGS」の一員として再デビュー。アルバム5枚、シングル1枚、ビデオ1本をリリースした。
「FLAGS」のデビュー・アルバムがリリースされた同日に、ボーカルで参加したコンピレーション・アルバム「CUTiE COLLECTION」がリリースされた。
2004年2月に発売された星井七瀬のシングル『OPEN COLOR』の収録曲「テレパシー」の作詞を担当した[3]。

## 歴史
1993年末頃に、8枚目のシングルのレコーディング前にスタッフに呼ばれて、所属レコード会社の幹部や事務所の社長が同席する中で突然活動休止を通告される。更に予定されていた8枚目のシングルのリリースも中止になり、「せめて解散コンサートだけはやりたい」と訴えるも却下される。「活動休止を発表するまではファンに口外してはいけない」と言われていたため、3人は気づかれないように笑顔で頑張っていたということだったが、あるスキー場（ARAIマウンテン＆スキーリゾート/後に今井がCMに出演）で行われた最後のラジオの公開放送でMCやスタッフからファンに気づかれないように「お疲れ様」と労いのメッセージを送られた時、3人は本番中に号泣したという。結局、ファンに直接その報告の機会が与えられないまま翌1994年春に活動を休止した。元メンバーの今井は、自分にとって通告されてから活動休止までの約半年間が人生で一番つらい時期で、「最後までファンのみなさんに『ありがとう』が言えなくて、その後もずっと心残りでした」と話している。
2005年秋、ベスト盤「アイドル・ミラクルバイブルシリーズ Qlair Archives」のリリースにあたり、バックトラックまで制作されたところでお蔵入りとなっていた未発表曲「永遠の少年」のヴォーカル録りのために、12年ぶりにメンバー3人が揃ってのレコーディングが行われている。
2008年9月1日、遊佐未森の公式サイトの日記に、夫の外間隆史、Lori Fine（COLDFEET）らと共に井ノ部裕子が登場している。COLDFEETのメンバー、Watusiの誕生日・芸能生活30周年・COLDFEET10周年を記念したサプライズパーティーが行われた時の記事である。
2008年9月17日、揚田亜紀、宮前真樹らが切り盛りしている銀座の喫茶店に、今井佐知子が娘の稲垣鈴夏とともに訪れている。揚田・宮前両名のブログに記事が掲載された。
2009年12月5日、フリーアナウンサー・女優の吉田玲奈の結婚披露宴に今井佐知子が出席。披露宴の様子が滝島梓のブログ（12月9日付の記事）で今井と滝島のツーショットとともに掲載されている。
2010年6月、今井佐知子が宮前真樹の渋谷東急東横店内の期間限定のオムライス屋さんＭナチュールを訪れる。6月8日、14日の宮前真樹のブログに掲載されている。
2020年1月27日、ベスト・アルバム「Palette」（1993年発売）のアナログ盤がSONY MUSIC SHOP内にて生産限定盤としてリリースされた。
2023年1月15日、池袋Studio Mixaで宮前真樹「50th Birthday Live 2023」が行われ、今井佐知子がイベントに出演しQlairの曲を披露した。
2023年4月3日、井ノ部裕子が『IN:QBE』（イン：キューブ）名義で6曲入りのアルバムをリリースした。
2024年9月1日、今井佐知子がシングル『心からありがとう』をリリース。乙女塾時代から親交のある宮前真樹から新曲を歌って欲しいと提案され、何度か断ったがその度に説得され続け、家族からも背中を押されて引き受けたという。宮前がプロデュースを務め、作曲は田村信二が手掛けた。『心からありがとう』はQlairのファンとメンバー2人への感謝の気持ちを綴り、カップリング曲の『ラストソング』はQlairの曲のタイトルを多く盛り込んで「Qlair愛」を詰め込んだものと今井は話している。
2024年12月1日、吉田亜紀が「アイドルアーカイブス特別版」にゲスト出演。20年以上ぶりのステージとなった。宮前真樹司会の元、Qlairの楽曲について語り、山川恵津子の演奏で「秋の貝殻」を披露した。また、今井佐知子も飛び入り参加している。

## 音楽

### シングル
| #   | リリース日     | タイトル            | カップリング                      | 備考                                   |
| --- | -------------- | ------------------- | --------------------------------- | -------------------------------------- |
| 1st | 1991年7月7日   | 瞳いっぱいの夏      | 恋のメダリスト                    | オリコン最高67位                       |
| 2nd | 1991年10月10日 | お願い神さま        | 真夜中のオルゴール                | オリコン最高49位                       |
| 3rd | 1992年1月22日  | さよならのチャイム  | ハッピーバースディ カウントダウン | オリコン最高72位                       |
| 4th | 1992年5月21日  | 眩しくて            | 君住む街                          | オリコン最高57位・Ki/oon Sony移籍1枚目 |
| 5th | 1992年10月21日 | 秋の貝殻            | 新しいシャツ                      | オリコン最高47位                       |
| 6th | 1993年3月21日  | SPRING LOVER 大作戦 | お引っ越し                        | オリコン最高50位                       |
| 7th | 1993年7月21日  | SUMMER LOVER 大作戦 | 瞳いっぱいの夏Radioactivity       | カルピスソーダCMソング・初回トレカ封入 |

### アルバム
| #            | リリース日     | タイトル                                          | 備考                                                               |
| ------------ | -------------- | ------------------------------------------------- | ------------------------------------------------------------------ |
| 1st          | 1991年11月21日 | Les filles                                        | オリコン最高74位 初回限定三方背BOXパッケージ仕様・写真集同梱       |
| 2nd          | 1992年6月21日  | CITRON                                            | オリコン最高84位 初回シースルートレイ仕様                          |
| 3rd          | 1992年11月21日 | Sanctuary                                         | オリコン最高52位 初回生産限定盤                                    |
| ベスト       | 1993年9月22日  | Palette                                           | オリコン最高81位 2020年1月27日に生産限定アナログ盤が通販にて販売。 |
| コンプリート | 2005年11月30日 | アイドル・ミラクルバイブルシリーズ Qlair Archives | 初回限定ピクチャーレーベル・CD3枚とDVD1枚で構成                    |

### VHS
1. Goodbye Cybele（1991年）
2. Noel（1992年12月12日）

## 写真集
1. Wind Flower（1991年）
2. 卒業旅行～Our Dreaming Days～（1992年4月30日）
3. FIORITA QLAIR（1993年7月10日）

## 出演

### TV
- 週刊スタミナ天国 準レギュラー
- 聖PCハイスクール
- アイドルオンステージ 最後のテレビ出演で活動休止を発表

### CM
- ペプシコーラ
- カルピスソーダ